# Purcell Bay
Purcell Bay är en vik i Kanada.   Den ligger i territoriet Nunavut, i den norra delen av landet, 3 600 km nordväst om huvudstaden Ottawa.
Trakten runt Purcell Bay är permanent täckt av is och snö. Trakten runt Purcell Bay är nära nog obefolkad, med mindre än två invånare per kvadratkilometer.